# Пасхальна агада

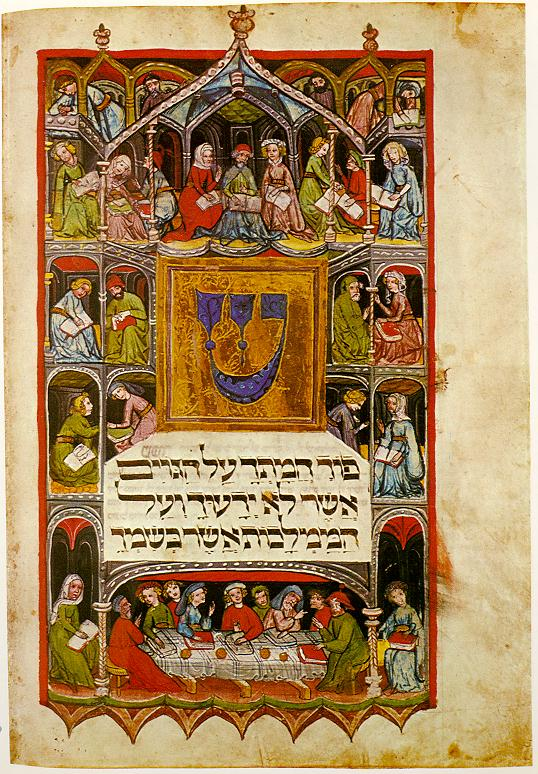
Сторінка ілюстрованої Дармштадтської Гаґади, Німеччина, бл. 1420 р.

Пасхальна Агада (івр. הגדה של פסח,הַגָּדָה, трансліт. Аґґада, Гаґада шель Песах) — це збірка мідрашів, псалмів та молитов для читання у ніч пахсального седеру. Згідно з єврейською практикою, читання Гаґади за седерною трапезою є здійсненням міцви, за якою кожен єврей зобов'язаний розповісти своїм дітям історію виходу євреїв з єгипетського рабства.

## Історія рукопису
Найдавніший рукопис Гаґади, що зберігся до наших днів, датується X століттям. Він є частиною молитовника, складеного Саадією Ґаоном. Зараз вважається, що Гаґада вперше була випущена як самостійна книга у формі кодексу близько 1000 року н. е. Маймонід (1135—1204) включив Гаґаду до свого кодексу єврейського закону, Мішне Тора. Наявні рукописи датуються періодом не раніше тринадцятого століття. Коли укладали такий збірник, було прийнято додавати до нього поетичні твори.
Найдавніші вцілілі збірки Гаґади, виконані як самостійні твори, — це рукописи XIII—XIV століть, такі як Золота Гаґада (ймовірно, Барселона бл. 1320 р., нині зберігається у Британській бібліотеці) та Сараєвська Гаґада (кінець XIV ст.). Вважається, що перші друковані Гаґадот були випущені у 1482 році в Гвадалахарі, Іспанія; однак, це здебільшого припущення, оскільки відсутній колофон друкаря. Найдавніша підтверджена друкована Гаґада була віддрукована в Сончино, Ломбардія, у 1486 році родиною Сончино.
Попри те, що єврейська друкарська спільнота швидко освоїла друкарський верстат як засіб створення текстів, загальний рівень розповсюдження друкованих збірок Гаґади був повільним. На кінець XVI століття було надруковано всього двадцять п'ять видань. Ця кількість зросла до тридцяти семи протягом XVII століття, і до 234 протягом XVIII століття. Лише у XIX столітті, коли було надруковано 1,269 окремих видань, спостерігається значний поширення друкованих збірок порівняно з рукописами. В період з 1900 по 1960 рік вже було надруковано понад 1100 збірок. Нерідко, особливо в Америці, збірки видавались комерційними організаціями, такими як кавоварня Максвел Хаус, і слугували не лише текстами для святкування Песаху, але й маркетинговими інструментами та способом показати, що певні продукти харчування є кошерними.

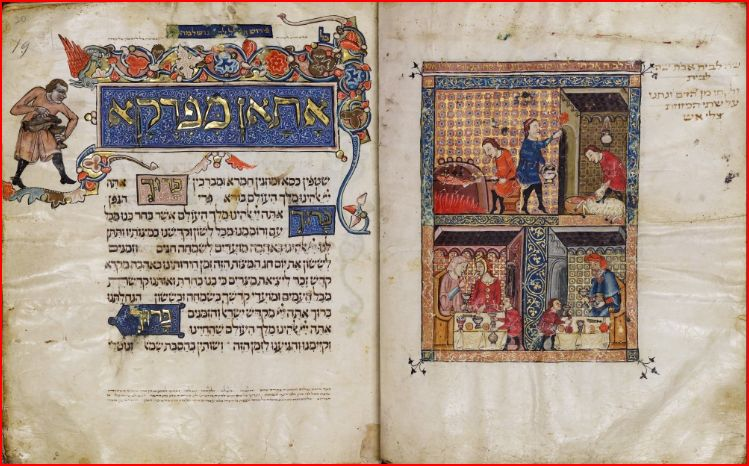
Гаґада Райлендса. Вгорі — приготування ягняти та позначення дверей. Внизу — седер.

### Ілюстровані рукописи

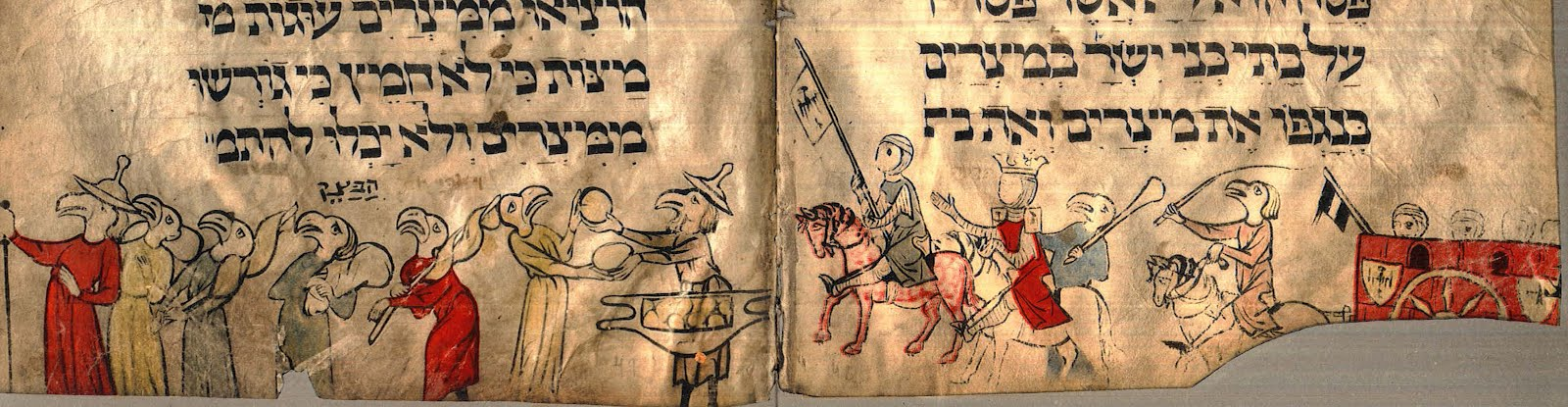
Фрагмент виходу з Єгипту взятий з Пташиної Гаґади: птахоголові євреї печуть мацу в дорогу і йдуть з Єгипту зі своїм майном (сторінка ліворуч); незворушний фараон і єгипетські війська переслідують єврейський народ (сторінка праворуч)

Найдавнішу ашкеназьку ілюстровану Гаґаду, відому як Пташина Гаґада, було створено в Німеччині близько 1320-х років, зараз вона зберігається в Музеї Ізраїлю в Єрусалимі. Гаґада Райлендса є однією з найвишуканіших збірок у світі. Вона була написана та ілюстрована в Іспанії у XIV столітті і є прикладом творчої співпраці між єврейськими та неєврейськими митцями у сфері ілюстрування рукописів.
Барселонська Гаґада XIV століття, що зберігається у Британській бібліотеці (ББ Дод. MS 14761), є одним з найбагатших на ілюстрації єврейських текстів. Майже всі її сторінки заповнені мініатюрами, що зображують ритуали Песаху, епізоди з Тори та Мідрашів, а також символічну їжу. Факсимільне видання було опубліковане лондонським видавництвом Facsimile Editions у 1992 році.
Празька Гаґада, видана у 1526 році, відома своєю увагою до деталей у написанні літер і запровадженням багатьох тем, які й досі зустрічаються в сучасних текстах. Хоча ілюстрації нерідко входили до Гаґади, лише у Празькій Гаґаді вони були широко використані саме у друкованому тексті. Гаґада містить понад шістдесят ксилографічних ілюстрацій, на яких зображені «сцени та символи песахального дійства; … біблійні та рабинські елементи, які дійсно згадуються в тексті Гаґади; а також сцени та постаті з біблійних або інших джерел, які не відіграють жодної ролі в самій Гаґаді, але відсилають нас до минулих або майбутніх подій, пов'язаних з визволенням».
Серед інших ілюстрованих збірок — Сараєвська Гаґада, Вашингтонська Гаґада та Гаґада Шика, проілюстрована в ХХ сторіччі.

## Песахальний седер

### Кадеш (благословення і перший келих вина)
Кадеш — це спонукання до Кідушу. Кідуш — це благословення, подібне до того, яке читається на всіх паломницьких заходах, але водночас воно стосується маци і Виходу з Єгипту. Багато євреїв мають звичай наповнювати келихи один одного під час Седеру, демонструючи свободу і велич. Кідуш традиційно виголошує господар дому, але всі присутні на седері також приєднуються до нього, промовляючи Кідуш і випиваючи принаймні більшу частину вина з келиха. У Шабат цьому передує читання розділу з Книги Буття, що оповідає про відпочинок Бога на сьомий день Творіння, і включає в себе розширену славословну молитву про благословення Шабату.

### Урхац (перше омовіння рук)
Учасники седеру омивають руки, готуючись до вживання вологих фруктів та овочів, яке відбувається на наступному етапі. Технічно, згідно з єврейським законом, коли хтось їсть фрукти чи овочі, що занурювались в рідину, він повинен омити руки, якщо фрукти чи овочі все ще вологі. Однак в інші пори року така ситуація не часто виникає, тому що або людина висушує фрукти та овочі перед тим, як їсти, або вона вже зробила омовіння, адже перед тим, як їсти хліб, теж необхідно робити омовіння.
Згідно з більшістю традицій, на цьому етапі седеру не читають благословення, в той час як перед тим, як їсти хліб, читають благословення на омовіння рук. Однак послідовники Рамбама та Гаона з Вільна все-таки промовляють благословення і на цьому етапі.

### Карпас
Кожен учасник седеру занурює гілочку марору (гіркого зілля) — петрушки або схожої зелені в солону воду (ашкеназький звичай, який нагадує про сльози, пролиті їхніми поневоленими пращурами), оцет (звичай сефардів) або харосет (давніший звичай сефардів; досі поширений серед єменських євреїв).

### Яхац (розламування маци)
Три пластівки маци викладають на седерний стіл; на цьому етапі середню мацу з трьох ламають навпіл. За звичаєм Гаона із Вільна та інших, беруть лише дві маци, а одну ламають. Більший шматок ховають, щоб потім використати як афікоман, «десерт» після трапези. Менший шматок повертають на своє місце, між двома іншими мацот.

### Маґід (розповідь історії Виходу з Єгипту)
Розповідається історія Песаха та переходу від рабства до свободи. У цей момент седеру сефардські євреї (північноафриканські) мають звичай піднімати седерну тарілку (кеару) над головами всіх присутніх, наспівуючи при цьому: Марокканські євреї співають: «Бівхілу яцану мі-Міцраїм, га-лахма анія бней горин» (Поспіхом вийшли ми з Єгипту [зі своїм] хлібом убогості, [тепер ми] вільні люди), алжирські євреї співають: «Етмоль гаїну абадім, гайом беней горін, гайом кан, лешана габаа беара де-Ісраель бней горин» (Вчора ми були рабами, сьогодні ми вільні, сьогодні ми тут — у вигнанні, наступного року ми вже будемо в Ізраїлі, вільні").

### Га-лахма анія (запрошення до седеру)

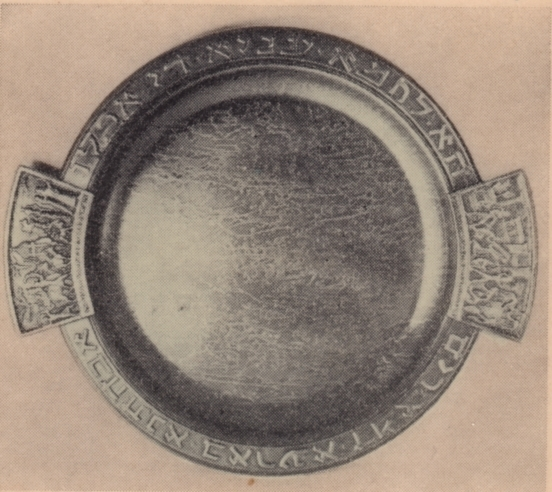
Бронзова тарілка для маци, створена Морісом Аскалоном, прикрашена першим рядком з Га-лахма Анія

Мацу залишають відкритою і називають її «хлібом убогості». Учасники виголошують арамейською мовою запрошення до всіх голодних і нужденних приєднатися до седеру. Галаха вимагає, щоб це запрошення було повторено і мовою країни.

### Ма Ніштана (чотири питання)
Мішна детально описує питання, які потрібно ставити в ніч седеру. Зазвичай наймолодша дитина з присутніх промовляє ці чотири запитання. Деякі звичаї вимагають, щоб інші учасники також тихо промовляли їх про себе. У деяких сім'ях прийнято, що обов'язок промовляти питання залишається за дорослою «дитиною» доти, поки онук родини не отримає достатню єврейську освіту, щоб взяти на себе таку відповідальність. Якщо у когось немає дітей, спроможних ставити ці запитання, відповідальність переходить до одного з подружжя або до іншого учасника седеру. Необхідність ставити ці запитання настільки важлива, що навіть якщо людина перебуває на седері сама, вона зобов'язана запитувати сама себе і відповідати на свої запитання.
Чим відрізняється ця ніч від усіх інших ночей?
1. Чому в усі інші ночі протягом року ми їмо квасний хліб або мацу, а в цю ніч тільки мацу?
2. Чому в усі інші ночі ми їмо всі види овочів, а в цю ніч їмо лише гірке зілля?
3. Чому в усі інші ночі ми не вмочаємо [овочі] жодного разу, а цієї ночі вмочаємо двічі?
4. Чому в усі інші ночі ми вечеряємо сидячи рівно, а цієї ночі вільно?

### Четверо дітей
Традиційна Гаґада розповідає про «чотирьох синів — одного мудрого, другого бунтівного, третього простакуватого і ще того, який не вміє і запитати». Число чотири походить від чотирьох уривків з Тори, в яких заповідається розказати синові історію Виходу. Кожен з дітей формулює своє запитання про седер інакше, ніж інші. Гаґада рекомендує відповідати кожному відповідно до його запитання, використовуючи один з трьох віршів Тори, які стосуються цього діалогу.
Мудра дитина (га-Хахам) запитує: «Які постанови, заповіти та закони Господь повелів тобі виконувати?». Одне з пояснень того, чому це детальне запитання класифікується як мудре, полягає в тому, що мудра дитина намагається навчитись як проводити седер, а не просто цікавиться тлумаченням його змісту іншою людиною. На нього дається повна відповідь: Ти повинен відповісти йому за [всіма] законами Песаха: після песахального жертвопринесення не можна споживати ніякого десерту.
Бунтівна дитина (Раша), що запитує: «Яка тобі користь від цього служіння?», характеризується Гаґадою як людина, що відмежувалася від єврейського народу і стоїть осторонь, спостерігаючи за його поведінкою, замість того, щоб приєднатися до його життя. Тому йому докоряють поясненням: «Я роблю це тому, що Бог діяв заради мене, коли я виходив з Єгипту». (Це означає, що седер не для бунтівної дитини, тому що бунтівник не заслужив би звільнення з єгипетського рабства). Коли ми зустрічаємо зображення чотирьох синів в Гаґаді, раша часто зображений зі зброєю або у стильному одязі за тогочасною модою.
Простакувата дитина (Там) запитує: «Що це?». І отримує відповідь: «Міцною рукою Всевишній вивів нас з Єгипту, з дому неволі».
А тій дитині, котра не знає, що і запитати (Ше ейно йодеа лішоль), кажуть: «Робимо це з вдячності за те, що Всевишній зробив для нас, коли ми Виходили з Єгипту».
Сучасні Гаґадот говорять про «дітей» замість «синів». Деякі Гаґадот додають п'яту дитину. П'ята дитина може уособлювати дітей Шоа, які загинули і не зможуть поставити запитання, або євреїв, які настільки віддалилися від єврейської традиції, що не беруть участі в седері

### «Піди та вивчи»
Чотири вірші з Второзаконня — Дварім (26:5-8) викладаються з докладним традиційним коментарем. («5.І станеш промовляти тоді перед Богом твоїм: „Блукаючим арамієм був мій батько, спустились вони у Єгипет і тулились там, нечисленні, і стали там народом, великим, могутнім і численим“. 6. Та єгиптяни зневажали нас, утискали й накладали на нас важке рабство. 7. Тоді ми зняли голос до Бога батьків наших, і Бог почув наш голос, і побачив наше страждання, і нашу тяжку працю, і наш утиск. 8 І вивів нас Бог з Єгипту рукою міцною та раменом простертим, серед великого страху, знаків і чудес»).
Гаґада розкриває значення цих віршів і доповнює розповідь. Ця оповідь описує рабство єврейського народу та його чудесний порятунок Богом. Кульмінацією розповіді є опис Десяти кар Єгипетських.
Під час читання «Десяти кар» кожен присутній кінчиком пальця проливає краплю вина з келиху нашої радості за кожну кару, котру Господь навів на упертих єгиптян, доки вони не згодились відпустити Ізраїль із рабства.
Рабини сперечалися про своє ставлення до десяти кар. З одного боку, покарання є необхідним як інструмент для визволення та відновлення справделивості над жорстокими єгиптянами. Та з іншого боку, покарання призводять до страждань людини, творіння Божого. Рабин Сімха Коен казав: «Ми святкуємо вихід з Єгипту, але не смерть єгиптян». Хоча цей вечір про спасіння, мудреці пояснюють, що не можна відчувати цілковиту радість, коли комусь із Божих створінь довелося страждати.
В цій частині седеру співають хвалебні пісні, в тому числі пісню «Даєну», яка наголошує, що якби навіть Бог здійснив лише одне з багатьох благодіянь, які Він звершив задля єврейського народу, то і того було б достатньо, щоб ми дякували Йому за це. Далі йде розповідь (за наказом Рабана Гамліеля) про підстави виникнення заповідей щодо песахального ягняти, маци і марору, з посиланням на священні тексти. Потім слідує коротка молитва і читання перших двох псалмів Галель (яке завершується після трапези). Промовляється довге благословення і випивається другий келих вина.

### Рахца (ритуальне омовіння рук)
Відбувається повторне ритуальне омовіння рук, цього разу з дотриманням усіх звичаїв, включно з благословенням.

### Моці маца (благословення на мацу)
Читаються два благословення. Спочатку читається стандартне благословення перед споживанням хліба, яке включає в себе слова «хто дає зрости» (моці на івриті). Потім читається благословення, що стосується заповіді їсти мацу. З'їдають шматочок (дехто каже, що два) завбільшки з оливку.

### Марор (гірке зілля)
Читається благословення на споживання марору (гіркого зілля), а потім його вмочають у харосет (суміш із сухофруктів і горіхів, символ важкої праці на виготовленні цегли для фараонового будівництва) і їдять.

### Корех (сендвіч)
Марор кладуть посередині двох шматочків маци, подібно до того, як вміст бутерброда кладуть між двома скибками хліба, і їдять. Ця традиція наслідує рава Гілеля, який так робив під час седеру 2000 років тому (за винятком того, що за часів Гілеля песахальну жертву, мацу та марор їли одночасно).

### Шульхан Орех (святкова трапеза)
Починається святкова трапеза. Традиційно вона починається з вареного яйця, що лежить на седерній тарелі (кеарі).

### Цафун (поїдання афікомана)
Афікоман (десерт), який ховають на початку седеру, традиційно є останнім шматочком їжі, котрий їдять учасники седеру.
Традиційно, шукають його діти. Хто знайде, може просити за це «викуп» чи гостинці: книги, гроші, що даються після свята, кошерні солодощі. Деякі батьки принагідно вчать дітей віддати частину свого «викупу» на цдаку, себто благодійність, чи поділитися з іншими.
Кожен учасник отримує порцію маци розміром щонайменше з оливку, щоб з'їсти її як афікомана. Після споживання афікомана, за традицією, ніякої іншої їжі не можна їсти до самого ранку. Крім того, не можна вживати ніяких хмільних напоїв, за винятком двох останніх келихів вина.

### Барех (благословення після трапези)
Читання Біркат га-мазон.

### Кос шліші (Третій келих вина)
Розпивання третього келиха вина.
Примітка: Третій келих зазвичай наливають перед тим, як виголошується Благословення після трапези, оскільки третій келих також служить Келихом Благословення, що в особливих випадках супроводжує Благословення після трапези.

### Кос шель Еліягу га-Наві (чаша пророка Еліягу)
У багатьох традиціях у цей час відчиняють вхідні двері будинку. Псалом 79:6-7 читається як в ашкеназькій, так і в сефардській традиції, додатково в колі ашкеназів читається — Плач Єрміягу 3:66.
Більшість ашкеназьких євреїв мають звичай в цей момент наповнювати п'ятий келих (який не п'ють). Це відсилає нас до талмудичної дискусії, яка стосується кількості келихів, які належить випити. Враховуючи, що чотири чаші стосуються чотирьох форм визволення, описаних у Вих. 6:6-7, деякі рабини вважали, що слід додати п'яту чашу для п'ятої форми визволення, описаної у Вих. 6:8. Всі погодилися, що слід наливати п'ять келихів, але залишилося відкритим питання, чи слід п'ятий келих випивати, враховуючи, що п'ятий прояв визволення стосувався приходу до Землі Ізраїльської, яка на цьому етапі вже не належала автономній єврейській громаді.
Наприкінці 1980-х років єврейські феміністки запропонували додати до келиха Еліягу «Келих Міріам», наповнений водою, як символ джерела, яке супроводжувало в пустелі Міріам, сестру Мойсея. Сьогодні чимало ліберальних євреїв включають цей ритуал до своїх седерів як символ інклюзії.

### Галель (хвалебні пісні)
Галель — це частина седеру, в якій прославлять Всевишнього за Його доброту. У Песахальному седері вона розділена на дві частини. У першій частині дякують Всевишньому за вихід з Єгипту. Друга частина Галелю — це надія на добре майбутнє і завершиться вона словами: «В наступному році в Єрусалимі».
Повністю Галель, який зазвичай читається в синагозі на єврейські свята, також читається за столом Седера, проте вже сидячи. Перші два псалми, 113 і 114, читаються перед початком трапези. Решта псалмів 115-118 читаються в процесі (в розділі Галель, після Бареха). Потім читається псалом 136 (Великий Галель), за яким слідує Нішмат, частина ранкової служби, яка проводиться в Шабат і на свята.

#### Кос гарбіїт (Четвертий келих вина)
Після цього п'ють четвертий келих вина і промовляють коротке благословення «плодів виноградної лози». У деяких ашкеназьких громадах, які слідують традиції рабина Меїра Ротенбурзького, четвертий келих не п'ють доти, доки не прочитають деякі піютим з Нірци.

### Нірца
Седер закінчується молитвою і все, що проговорюється в ній, має бути схваленим і прийнятим Всевишнім: Ле-шана габаа б-Ірушалаїм! — Наступного року в Єрусалимі! «Євреї в Ізраїлі, і особливо в Єрусалимі, замість цього промовляють: Ле-шана габаа б-Ірушалаїм га-бнуя! — Наступного року у відновленому Єрусалимі!»
Хоча 15 постанов седеру вже виконані, Гаґада завершується додатковими піснями, які розповідають про чудеса, що сталися цієї ночі в Стародавньому Єгипті, а також протягом всієї нашої історії. Останньою піснею, яку співають, є «Хад Ґадья» («Козеня, козеня»). Цю, здавалося б, дитячу пісню про різних тварин і людей, які намагалися покарати інших за свої провини і, в свою чергу, були покарані самі, Віленський Гаон трактував як алегорію відплати, яку Бог накладе на ворогів єврейського народу в Кінці світу.
Після седеру ті, хто ще не спить, можуть читати Пісню пісень, вивчати Тору або продовжувати розмову про події Виходу, поки їх не охопить сон.